# Морено (муниципалитет)
Муниципалитет Морено  (исп. Partido de Moreno) — муниципалитет в Аргентине в составе провинции Буэнос-Айрес.
Территория — 180 км². Население — 576 632 человек. Плотность населения — 3204 чел./км².
Административный центр — город Морено.

## География
Департамент расположен на северо-востоке провинции Буэнос-Айрес.
Он находится 42 км от Буэнос-Айреса.
Департамент граничит:
- на северо-западе — c муниципалитетом Пилар
- на северо-востоке — с муниципалитетами Хосе-Клементе-Пас, Сан-Мигель
- на востоке — с муниципалитетом Итусайнго
- на юге — с муниципалитетами Мерло, Маркос-Пас
- на западе — с муниципалитетом Хенераль-Родригес

## Герб
Городской герб утвержден 29 января 1965 года решением № 252/65. Дизайн Сатурнино Фриас и Луис Поци был выбран в открытом публичном конкурсе исполнительной власти.
Описание: сверху — небесная и белая лента. В центре читается слово Морено. Герб состоит из четырёх частей:
- В левой части — статуя Мариано Морено, которая находится на главной площади города. Представляет основателя города, отдавая дань памяти секретарю первой патриотической хунты Аргентины.
- В верхней правой части — четыре вола тянут через реку воз. Символизирует название эстансии, в полях которой Амансио Алькорта основал город.
- В нижней правой части — первая аргентинская железная дорога. Представлен момент основания города, когда и был построен городской вокзал.
- В нижней части — чётки. Символизирует покровительницу города Деву Марию.

## Важнейшие населенные пункты
| № | Населённый пункт | Населённый пункт (исп.) | Категория   | Население чел. (2010) | На карте                        |
| - | ---------------- | ----------------------- | ----------- | --------------------- | ------------------------------- |
| 1 | Морено           | Moreno                  | агломерация | 452505                | 34°38′26″ ю. ш. 58°47′24″ з. д. |

#### Агломерация Морено
- входит в агломерацию Большой Буэнос-Айрес

| № | Населённый пункт   | Населённый пункт (исп.) | Категория | Население чел. (2001) | На карте                        |
| - | ------------------ | ----------------------- | --------- | --------------------- | ------------------------------- |
| 1 | Морено             | Moreno                  | город     | 169506                | 34°38′26″ ю. ш. 58°47′24″ з. д. |
| 2 | Трухуи             | Trujui                  | город     | 94608                 | 34°35′59″ ю. ш. 58°45′08″ з. д. |
| 3 | Куартель V         | Cuartel V               | город     | 47413                 | 34°32′41″ ю. ш. 58°48′25″ з. д. |
| 4 | Пасо-дель-Рей      | Paso del Rey            | город     | 41668                 | 34°38′36″ ю. ш. 58°45′08″ з. д. |
| 5 | Ла-Реха            | La Reja                 | город     | 33079                 | 34°38′46″ ю. ш. 58°49′49″ з. д. |
| 6 | Франсиско-Альварес | Francisco Álvarez       | город     | 23243                 | 34°37′26″ ю. ш. 58°51′39″ з. д. |